# Maria Teresa de França
Maria Teresa de França (em francês:  Marie-Thérèse de France; Castelo de Saint-Germain-en-Laye, 2 de janeiro de 1667 – Castelo de Saint-Germain-en-Laye, 1 de março de 1672) foi uma filha da França, tendo sido conhecida por Madame Real.

## Biografia

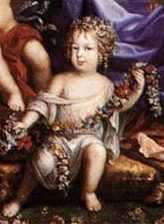
Maria Teresa

Maria Teresa era a quarta criança e a terceira filha de Luís XIV e de sua esposa Maria Teresa de Áustria. Como filha do rei, era conhecida como filha da França na corte e também é designada pelo título honorário de Madame Real como a filha sobrevivente mais velha do rei, porque suas duas irmãs mais velhas, Ana Isabel e Maria Ana, morreram após seu primeiro mês de vida. Foi conhecida também como Pequena Madame a fim distingui-la de suas tias, as esposas de seu tio Filipe I, Duque d'Orleães, que eram conhecidas como primeira Madame (morta em 1670) e segunda Madame (morta em 1722).
Sua governanta Louise de Prie (1624-1709), Marquesa de Toucy, viúva Maréchale de Lamothe. No verão de 1667, a varíola reinou em todos os lugares e Luís XIV, que havia partido para a conquista da Holanda, mostrou em suas cartas à governanta uma ternura inquieta por seus filhos.
Seus pais batizaram-na no Palácio do Louvre em 1668, como padrinho Henrique Júlio, Príncipe de Condé e como madrinha Margarida de Lorena, viúva duquesa de Orleães. Foi dito ter sido ela adorada pelos seus pais e sua mãe pretendia torná-la rainha de sua terra natal, Espanha. Ambos seus pais foram afetados por sua morte e Luís XIV decretou luto oficial na corte por ocasião de sua morte. 
Na noite de 1 de março de 1672 às 22 horas, Maria Teresa é encontrada no suor por sua mãe. Segundo as lembranças de Luís XIV, as últimas palavras da "pequena Madame" são: "Mamãe ... não pode ..." [carece de fontes?]. Ambos seus pais foram afetados por sua morte e Luís XIV decretou luto oficial na corte por ocasião de sua morte.
O coração de Maria Teresa está localizado na Igreja Notre-Dame du Val-de-Grâce, em Paris, e seu corpo é enterrado na Cripta Bourbon, na Basílica de Saint-Denis. Durante a Revolução, o enterro foi profanado e seus restos jogados em uma vala comum.